# Premiul Globul de Aur pentru cel mai bun actor (dramă)
Premiul Globul de Aur pentru cel mai bun actor (dramă) (engleză Best Actor – Motion Picture Drama) este un premiu cinematografic decernat anual începând cu anul 1951 de către „Hollywood Foreign Press Association”.

## Câștigători
| An   | Câștigător             | Film                            |
| ---- | ---------------------- | ------------------------------- |
| 1944 | Paul Lukas             | Watch on the Rhine              |
| 1945 | Alexander Knox         | Wilson                          |
| 1946 | Ray Milland            | The Lost Weekend                |
| 1947 | Gregory Peck           | The Yearling (film)             |
| 1948 | Ronald Colman          | A Double Life                   |
| 1949 | Laurence Olivier       | Hamlet                          |
| 1950 | Broderick Crawford     | All the King's Men              |
| 1951 | José Ferrer            | Cyrano de Bergerac              |
| 1952 | Fredric March          | Death of a Salesman             |
| 1953 | Gary Cooper            | High Noon                       |
| 1954 | Spencer Tracy          | The Actress                     |
| 1955 | Marlon Brando          | On the Waterfront               |
| 1956 | Ernest Borgnine        | Marty                           |
| 1957 | Kirk Douglas           | Lust for Life                   |
| 1958 | Alec Guinness          | The Bridge on the River Kwai    |
| 1959 | David Niven            | Separate Tables                 |
| 1960 | Anthony Franciosa      | Career                          |
| 1961 | Burt Lancaster         | Elmer Gantry                    |
| 1962 | Maximilian Schell      | Judgment at Nuremberg           |
| 1963 | Gregory Peck           | To Kill a Mockingbird           |
| 1964 | Sidney Poitier         | Lilies of the Field             |
| 1965 | Peter O'Toole          | Becket                          |
| 1966 | Omar Sharif            | Doctor Zhivago                  |
| 1967 | Paul Scofield          | Un om pentru eternitate         |
| 1968 | Rod Steiger            | In the Heat of the Night        |
| 1969 | Peter O'Toole          | The Lion in Winter              |
| 1970 | John Wayne             | True Grit                       |
| 1971 | George C. Scott        | Patton                          |
| 1972 | Gene Hackman           | The French Connection           |
| 1973 | Marlon Brando          | The Godfather                   |
| 1974 | Al Pacino              | Serpico                         |
| 1975 | Jack Nicholson         | Chinatown                       |
| 1976 | Jack Nicholson         | One Flew Over the Cuckoo's Nest |
| 1977 | Peter Finch            | Network                         |
| 1978 | Richard Burton         | Equus                           |
| 1979 | Jon Voight             | Coming Home                     |
| 1980 | Dustin Hoffman         | Kramer vs. Kramer               |
| 1981 | Robert De Niro         | Raging Bull                     |
| 1982 | Henry Fonda            | On Golden Pond                  |
| 1983 | Ben Kingsley           | Gandhi                          |
| 1984 | Tom Courtenay          | The Dresser                     |
| 1984 | Robert Duvall          | Tender Mercies                  |
| 1985 | F. Murray Abraham      | Amadeus                         |
| 1986 | Jon Voight             | Runaway Train                   |
| 1987 | Bob Hoskins            | Mona Lisa                       |
| 1988 | Michael Douglas        | Wall Street                     |
| 1989 | Dustin Hoffman         | Rain Man                        |
| 1990 | Tom Cruise             | Born on the Fourth of July      |
| 1991 | Jeremy Irons           | Reversal of Fortune             |
| 1992 | Nick Nolte             | The Prince of Tides             |
| 1993 | Al Pacino              | Scent of a Woman                |
| 1994 | Tom Hanks              | Philadelphia                    |
| 1995 | Tom Hanks              | Forrest Gump                    |
| 1996 | Nicolas Cage           | Leaving Las Vegas               |
| 1997 | Geoffrey Rush          | Shine                           |
| 1998 | Peter Fonda            | Ulee's Gold                     |
| 1999 | Jim Carrey             | The Truman Show                 |
| 2000 | Denzel Washington      | The Hurricane                   |
| 2001 | Tom Hanks              | Cast Away                       |
| 2002 | Russell Crowe          | A Beautiful Mind                |
| 2003 | Jack Nicholson         | About Schmidt                   |
| 2004 | Sean Penn              | Mystic River                    |
| 2005 | Leonardo DiCaprio      | The Aviator                     |
| 2006 | Philip Seymour Hoffman | Capote                          |
| 2007 | Forest Whitaker        | The Last King of Scotland       |
| 2008 | Daniel Day-Lewis       | There Will Be Blood             |
| 2009 | Mickey Rourke          | The Wrestler                    |
| 2010 | Jeff Bridges           | Crazy Heart                     |
| 2011 | Colin Firth            | The King’s Speech               |
| 2012 | George Clooney         | The Descendants                 |
| 2013 | Daniel Day-Lewis       | Lincoln                         |
| 2014 | Matthew McConaughey    | Dallas Buyers Club              |
| 2015 | Eddie Redmayne         | The Theory of Everything        |
| 2016 | Casey Affleck          | Manchester by the Sea           |
| 2017 | Gary Oldman            | Darkest Hour                    |
| 2018 | Rami Malek             | Bohemian Rhapsody               |
| 2019 | Joaquin Phoenix        | Joker                           |
| 2020 | Chadwick Boseman       | Ma Rainey's Black Bottom        |
| 2021 | Will Smith             | King Richard                    |
| 2022 | Austin Butler          | Elvis                           |
| 2023 | Cillian Murphy         | Oppenheimer                     |
| 2024 | Adrien Brody           | The Brutalist                   |